# El Bosc (Rupit i Pruit)
El Bosc és una masia de Rupit i Pruit (Osona) inclosa a l'Inventari del Patrimoni Arquitectònic de Catalunya.

## Descripció
Masia de planta rectangular coberta a dues vessants i el carener perpendicular a la façana, orientada a migdia. Consta de planta baixa i pis. Presenta un gros portal adovellat a la planta i tres finestres amb les espieres tapiades a nivell del primer pis. La dovella central del portal té una inscripció mig esborrada. La vessant de llevant s'allarga i cobreix dos coberts sense mur a la part de migdia. A ponent hi ha un altre cos amb un portal a la planta i dues finestres. Al sector de tramuntana hi ha un cos sobreaixecat cobert a dues vessants i el carener no coincideix amb el de migdia. És construït amb pedra i arrebossat al damunt, els elements de ressalt són de pedra picada.

## Història
Antic mas situat sota el cingle d'Aiats. Es troba registrat al fogatge de la parròquia i terme de Sant Andreu de Pruyt de l'any 1553, on se cita un tal Phelip Bosch.